# Neonuncia enderbyi
Neonuncia enderbyi är en spindeldjursart som först beskrevs av Henry Roughton Hogg 1909.  Neonuncia enderbyi ingår i släktet Neonuncia och familjen Triaenonychidae. Inga underarter finns listade i Catalogue of Life.